# وسام النيلين
وسام النيلين هو وسام دولة السودان, أنشئ في 16 نوفمبر 1961 إبان الحكم العسكري لإبراهيم عبود. تُمنح مقابل خدمات الدولة في الخدمة العسكرية والمدنية. وسام النيلين - النيلان الأبيض والأزرق - هو ثاني أعلى وسام سوداني بعد وسام الجمهورية وأعلى وسام سوداني يُمنح للأجانب. ويعطي الوسام للسودانيين والأجانب من المدنيين والعسكريين الذين قدموا خدمات جليلة للدولة. الوسام له خمسة طبقات.

## الطبقات
| اسم                       | صورة | ملحوظات                                               |
| ------------------------- | ---- | ----------------------------------------------------- |
| الدرجة الأولى             |      | يُمنح لرئيس الدولة.                                    |
| الدرجة الثانية، ضابط كبير |      | تعطى للوزراء والجنرالات.                              |
| الدرجة الثالثة، قائد      |      | يُمنح للعقيد والملازم والمدنيين من رتبهم المماثلة.     |
| الدرجة الرابعة، ضابط      |      | تُمنح للجنود والنقباء والمدنيين من رتب مماثلة.         |
| الفئة الخامسة، فارس       |      | تُمنح للملازمين وما دونهم والمدنيين من رتبهم المماثلة. |

## شارة
تشكل النجمة والوشاح والشارة الدرجة الأولى. النجمة لديها عشر نقاط ومغطاة بالذهب. يتم إنشاء النجمة ذات النهايات العشرة عن طريق تراكب نجمين خماسيتين مع أشعة مقطوعة فوق بعضها البعض. أسطح النجوم مغطاة بأشعة عمودية، وبالتالي أشعة أفقية. يتكون النجمة من أربع طبقات وهي ضخمة بشكل خاص (102 ملم) وثقيلة (8 1⁄2 أونصة). ميدالية بيضاء بقطر 40 مم في الوسط عليها كتابة باللون الأزرق الغامق: "النيلين" بالخط العربي. تُلصق الميدالية الذهبية بالشريط بواسطة عنصر انتقالي على شكل قلادة وحيد القرن. كان وحيد القرن هو شعار جمهورية السودان حتى أصبحت جمهورية السودان الديمقراطية وغير الشعار في عام 1985 إلى صقر الجديان. الشريط هو تموج في النسيج الأزرق الملكي مع خطين أبيضين 5 مم باتجاه كل حافة وعرض 51 مم. الشارة من نفس النمط ولكنها أصغر، بقياس 58 مم.
تتكون الفئة الثانية من النجمة وشارة العنق، وتتكون الفئة الثالثة من شارة الرقبة، وتتكون الفئة الرابعة والخامسة من شارات الثدي. تم صنع الشارة بواسطة Garrard & Co (لندن، إنجلترا) و Bichay (القاهرة، مصر).

## حائزو الوسام

### الطبقة الأولى
- جان بيدل بوكاسا [8]
- صالح عبد الله كامل [9]
- كوتا بوبوفيتش [10] [11]
- نورمان جاكسون [12]
- 1979 أحمد محمد الحسن [13] [14]
- 1988 عاكف المغربي [15]
- 1999 عبد الرحمن السميط [16]
- 2000 جاك ضيوف [17]
- 2001 عمرو موسى [18] [19] [20]
- 2002 ستيفان جاكوبيلسكي [21]
- 2009 عيسى عبد الله الباشا النعيمي [22]
- 2015 حسن أحمد الشحي [23]
- 2015 صندوق الأوبك للتنمية الدولية [24]
- 2016 غيث بن مبارك الكواري [25] [26]
- 2016 طالب الرفاعي [27]
- 2016 محمد مطر سالم الكعبي [28]
- 2017 طارق بن موسى الزدجالي [29]
- 2018 مارتا رويدس [30] [31] [32]
- 2018 أسامة شلتوت [33]
- 2018 خوسيه غرازيانو دا سيلفا [34]
- 2022 عبد الرحمن بن علي الكبيسي [35]
- 2022 İrfan Neziroğlu [İrfan neziroğlu] [36] [37]
- 2022 حسام عيسى [38]
- 2022 بسام القبندي [39] [40]
- 2023 Vladimir Zheltov [Желтов, Владимир Филиппович] [41]
- 2023 لي سانج جيونج [42]

### الطبقة الثانية
- 1985 بوب جيلدوف [43] [44] [45]
- 2002 Lech Krzyżaniak [lech krzyżaniak] [46] [47]
- 2004 أحمد زويل [48]
- 2006 ويليام واي آدامز [49] [50] [51] [52]
- 2012 صباح الخالد الصباح [53] [54]
- 2023 ديفيد بيسلي [55] [56] [57]

### الطبقة الثالثة
- آرثر يونغ [58]

### طبقة غير معروفة
- عبد الحليم محمد [59] [60]
- 1965 أنتوني ديريك بارسونز [61]
- 1973 توماس جاميسون [62]
- 1980 جيمس رودجرز ألين [63] [64]
- 1984 كلايف كيلداي سميث [65]
- 1989 محمد حمد ساتي [66]
- 1990 محمد صالح عبد الوهاب [67]
- 2001 حسني اللقاني [68]
- 2001 سالم احمد سالم

- 2004 بيتر لويس شيني [69] [70] [71]
- 2004 إرغون أغاثون [72]
- 2005 سيب بلاتر [73]
- 2005 عبد العزيز بن أحمد آل سعود [74] [75]
- 2007 ريموند ستيوارت [76]
- 2009 رودولف أدادا [77]
- 2016 بشير حسن بشير [78]
- 2017 سمورة يونس [79]
- 2017 عبد الله عمر بوه [80]
- 2017 محمد الخضر [81]
- 2018 راشد عبدالله النعيمي [82]